# Eucoleus
Genre
Synonymes
- Ritaklossia Freitas, 1959[1]

Eucoleus est un genre de nématodes de la famille des Capillariidae.

## Description

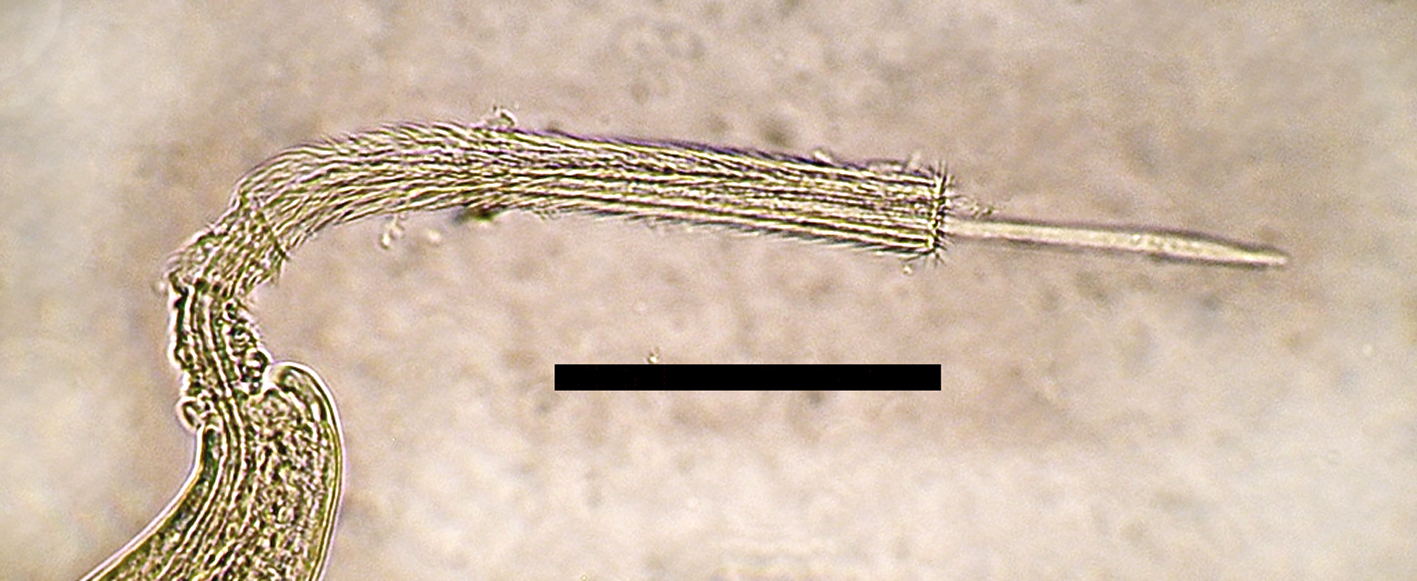
Spicule du mâle chez Eucoleus aerophilus.

Chez le mâle, l'extrémité postérieure est dépourvue de palettes caudales contrairement à d'autres Capillariidae. Il n'y a pas de véritable bourse membraneuse mais de rudimentaires pseudo-bourses formées de deux petits lobes reliés par une fine membrane cuticulaire dorsale. Le spicule est allongé et moyennement sclérifié et sa gaine est épineuse.

## Hôtes
Les espèces de ce genre parasitent le système respiratoire, la cavité orale et l'œsophage ou l'estomac de mammifères et d'oiseaux.

## Taxinomie

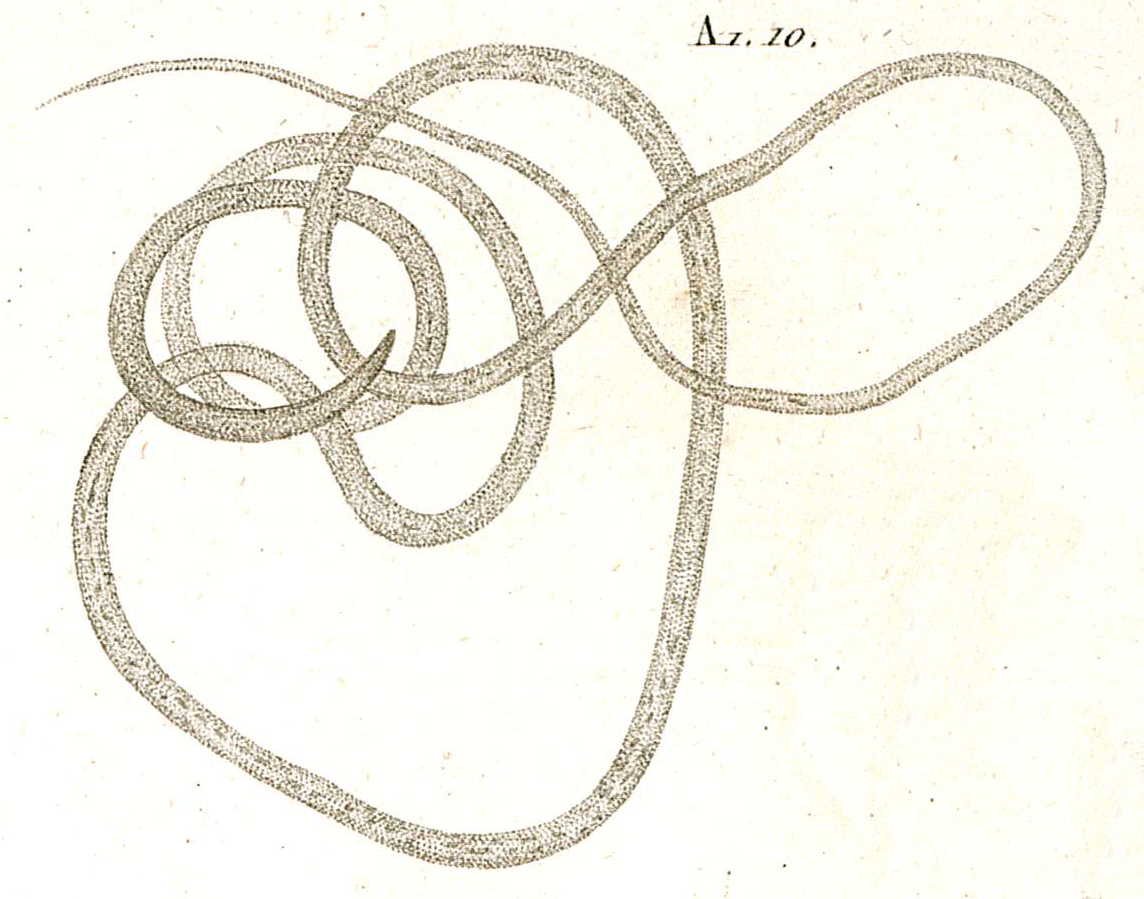
Eucoleus dispar, parasite du Faucon hobereau, dessiné en 1845 par Félix Dujardin.

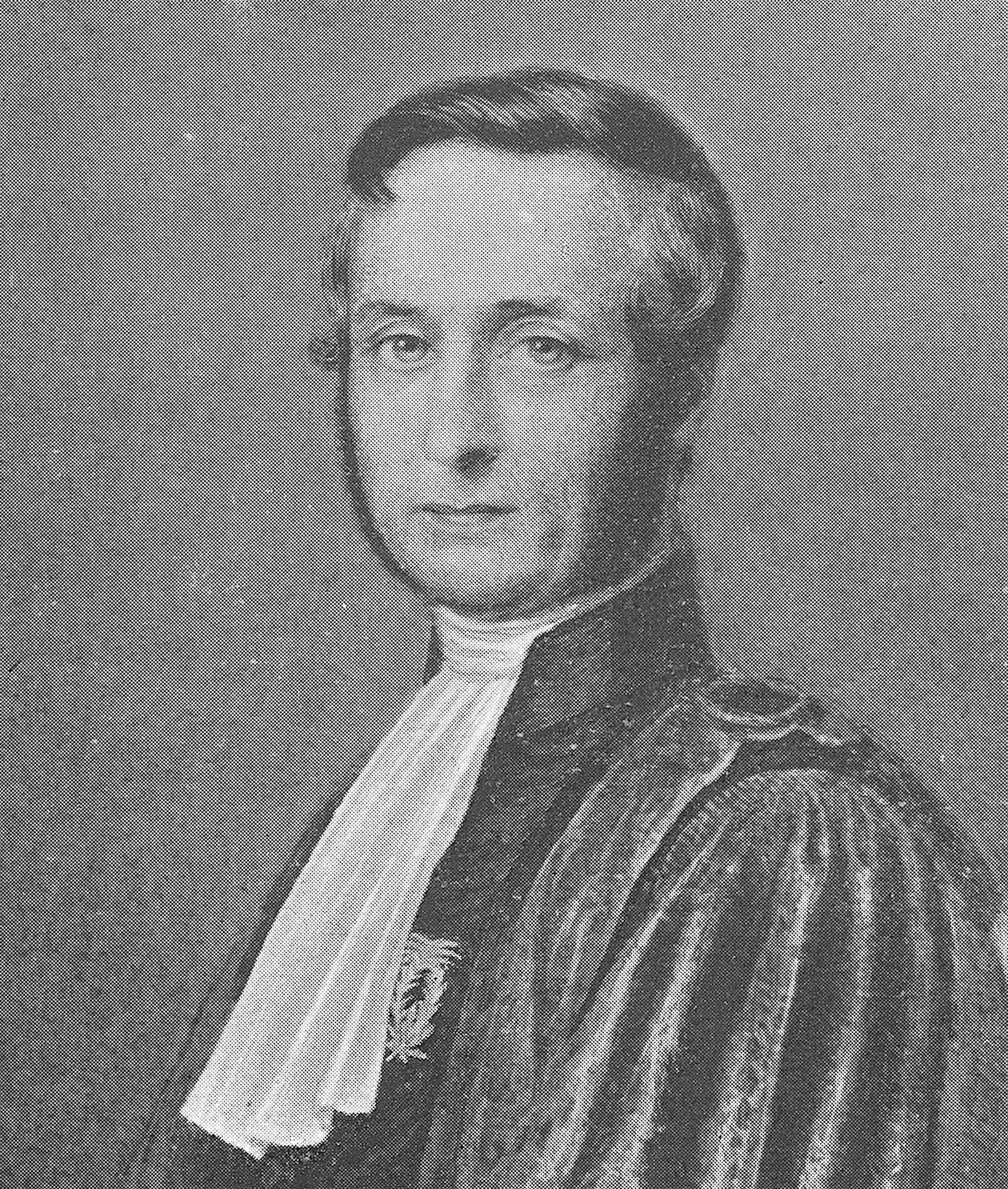
Félix Dujardin, créateur du genre Calodium en 1845

Le genre est décrit en 1845 par le zoologiste français Félix Dujardin. Selon son créateur, le nom de ce genre dérive du grec ἐΰς (eu-), pour « beau » et de κολεός (coleus), pour « gaine », et fait allusion à la gaine du spicule chez le mâle, qui est « longue, exsertile, toute hérissée d'épines minces, couchées en arrière ».
Dans sa monographie de 2001 sur les nématodes de la super-famille des Trichinelloidea parasitant les animaux à sang froid, le parasitologiste tchèque František Moravec reconnaît le genre comme valide.
La liste d'espèces fournie ci-après est élaborée sur la base des espèces reconnues par le parasitologiste tchèque František Moravec en 1982 dans sa révision des Capillariidae, complétée des espèces reconnues par le même auteur dans sa monographie de 2001 sur les nématodes de la super-famille des Trichinelloidea parasitant les animaux à sang froid, et d'espèces nouvellement décrites depuis :
- Eucoleus aerophilus (Creplin, 1839)[2],[5],[6]
- Eucoleus annulatus (Molin, 1858)[7],[8]
- Eucoleus bacillatus (Elberth, 1863)[7],[5]
- Eucoleus baskakowi Schulz, 1929[7]
- Eucoleus boehmi (Supperer, 1953)[7],[5]
- Eucoleus breviductus Spratt, 2006[9]
- Eucoleus buckenbourensis Spratt, 2006[9]
- Eucoleus cairinae (Freitas & Almeida, 1935)[7]
- Eucoleus contortus (Creplin, 1839)[7],[10]
- Eucoleus didelphis (Butterworth & Beverley-Burton, 1977)[7]
- Eucoleus dispar (Dujardin, 1845)[7]
- Eucoleus dubius (Travassos, 1917)[7]
- Eucoleus eberthi (Freitas & Lent, 1935)[7]
- Eucoleus fluminensis (Freitas, 1946)[7]
- Eucoleus fluvidus Spratt, 2006[9]
- Eucoleus frugilegi (Czapliński, 1962)[7],[11]
- Eucoleus garfiai (Gallego & Mas-Coma, 1975)[7],[11]
- Eucoleus gastricus (Baylis, 1926)[7],[5]
- Eucoleus lemmi (Retzius, 1841)[7]
- Eucoleus longiductus Spratt, 2006[9]
- Eucoleus lophortygis (Baylis, 1934)[7]
- Eucoleus marii (Rukhlyadev, 1946)[7]
- Eucoleus medjerdae (Bernard, 1964)[7]
- Eucoleus oesophagicola (Soltys, 1952)[7],[5]
- Eucoleus parvulus Spratt, 2006[9]
- Eucoleus penidoi (Freitas & Almeida, 1935)[7]
- Eucoleus perforans (Kotlan & Orosz, 1931)[7]
- Eucoleus perplexus Spratt, 2006[9]
- Eucoleus plumosus Spratt, 2006[9]
- Eucoleus posterus Spratt, 2006[9]
- Eucoleus procyonis (Pence, 1975)[7]
- Eucoleus pseudoplumosus Spratt, 2006[9]
- Eucoleus railleti López-Neyra, 1946[7]
- Eucoleus rickardi (Beveridge & Barker, 1975)[7]
- Eucoleus schvalovoj Kontrimavichus, 1963[7]
- Eucoleus spiralis (Molin, 1858)[7]
- Eucoleus suppereri Kutzer, Frey & Kotremba, 1980[7]
- Eucoleus tenuis Dujardin, 1845[5]
- Eucoleus thomascameroni (Mawson, 1969)[7]
- Eucoleus trilobus (Linstow, 1875)[7]
- Eucoleus trophimenkovi Romashov, 2001[12]
- Eucoleus urotrichi (Ohbayashi, Masegi & Kubota, 1972)[7]
- Eucoleus vanelli (Rudolphi, 1819)[7]

Une espèce supplémentaire est aussi parfois reconnue :
- Eucoleus obtusiuscula (Rudolphi, 1819)